# Історія Алтайського краю

## Давні часи
Перші люди з'явилися на території Алтаю близько 1,5 мільйона років тому. Льодовиковий панцир покривав тоді величезні простори Західного Сибіру, тому всі стоянки древніх людей були розташовані до півдня від льодовиків, у прилягаючі до них заболочених рівнинах, холодних степах і лісостепах тої епохи — кам'яної доби.
Наприкінці VI — початку ІІІ століття до н. е. на території Алтаю з'являються групи пришлого населення. Культура пришлого населення одержала назву «афанасьєвської» — за назвою гори в Красноярському краї, біля якої був розкопаний перший могильник, що відноситься до цього періоду. Племена афанасьєвців розселялися по Алтаю по ріках Бії й Катуні на півдні і по Обі на півночі. Це були ранескотоводчи племена протоєвропеїдів, основою життя яких було відгінне скотарство.
В І столітті до н. е. на Алтаї існувала культура скіфського типу, що залишила величезну кількість унікальних пам'ятників. Основним заняттям населення Алтаю того часу було скотарство. Люди влітку кочували по рівнинах і передгір'ях, а з початком зими відганяли худоба в полонини. Осілі племена Алтаю в скіфську епоху проживали в межах від сучасної Кулунди на заході до Кузнецького Алатау на сході й до Алтайських гір на півдні.
З кінця ІІІ століття — початку ІІ століття до н. е. і до кінця I століття до н. е. Алтай перебував у сфері впливу племінного союзу хуну — предків гунів, що згодом скорили багато європейських народів у процесі «великого переселення народів». Хунну створили першу в Центральній Азії ранньокласову державу. Масове пересування кочових племен на захід сильно змінило вигляд населення Алтаю. У лісовій зоні починає складатися культура самодійського населення, західносибірських угрів і ранньотюркських елементів.
З кінця XVI століття населення Алтаю тісно зближається із племенами західних монголів-ойратів. В 1635 році ойрати об'єдналися в єдину велику державу — Джунгарське ханство. Більша частина алтайських племен була включена до складу Джунгарії.

## XVII—XVIII століття
Заселення росіянами Верхнього Приоб'я й передгір'їв Алтаю почалося в 2-й половині XVII століття. Освоєння Алтаю пішло після того, як для захисту від войовничих кочівників- джунгар були споруджені Бєлоярська (1717) і Бікатунська (1718) міцності.
Із цією метою розвідки коштовних родовищ руди споряджалися пошукові партії на Алтай. Першовідкривачами вважають батька й сина Костилевих, пізніше відкриттями скористався уральський заводчик Акінфій Демідов.
Для розвідки Демідов посилає на Алтай своїх прикажчиків і мастеровых з Уралу, які підтвердили багатий зміст тутешніх руд. Крім руд на Алтаї були густі соснові ліси й численні ріки. Таким чином, були всі умови для створення гірничозаводської промисловості. 21 вересня 1729 року заробив Коливано-Воскресенський завод.
Паралельно з мідним виробництвом, почалася й виплавка срібла. Підсумком діяльності Акінфія Демідова і його прикажчиків на Алтаї було створення тут феодальної гірської промисловості, заснованої на кріпосній праці приписних селян і мастерових.
Чутки про Демидове топлення срібла дійшли до Петербурга, і імператриця Єлизавета Петрівна 1 травня 1747 року видала указ, яким Алтай передавався в особисту власність російських царів.
За перші п'ять років (з 1747 по 1752) на Алтаі було виплавлено понад 750 пуди срібла й більше 20 пудів золота, що оцінювалося в 150 тисяч рублів. З алтайського срібла була виготовлена гробниця Олександра Невського вагомий в 90 пудів, що перебуває нині в Ермітажі.
Алтайський гірський округ — це територія, що включала нинішні Алтайський край, Новосибірську й Кемеровську, частину Томської й Східно-Казахстанської областей, загальною площею понад 500 тис. кв км і населенням більше 130 тис. Імператор був власником алтайських заводів, рудників, земель і лісів, головне керування ними здійснював Кабінет, що перебував у Петербургі. Кістяк керування на місці становили гірські офіцери. Але головну роль у виробництві грали унтер-офіцери й техніки, з рядів яких вийшли талановиті майстри й винахідники І. І. Повзунів, К. Д. Фролов, П. М. Залісів, М. С. Лаулін.

## XIX століття
У першій половині XIX століття Алтай посідав перше місце в Росії по виробництву срібла, друге — міді, третє — золота. Він перетворився в другий після Уралу промисловий район на сході країни. Державний діяч, реформатор і сибірський губернатор М. М. Сперанський в 20-х роках XIX століття побував на Алтаі й дійшов висновку: «Край сіяй сама природа предназначила до сильного населення й до самих багатих добутків землеробства, торгівлі й промисловості. Але цих останніх при справжньому пристрої очікувати неможливо». Він вважав за доцільне замінити кріпаків робочих і приписних селян найманими робітниками й залучити на землі Алтаю переселенців. Але царський Кабінет довгі десятиліття не погоджувався й на малі поступки, що можуть похитнути його монопольне положення.
І після реформ 60 — 70-х років XIX століття феодальні пережитки на Алтаї зберігалися більшою мірою, чому в центрі країни й інших районах Сибіру. Недоторканної залишилася приналежність гірського округу царям, і це визначило багато особливостей розвитку Алтаю в післяреформений період.
Гірська промисловість, що був головною галуззю економіки округу, вступила після 1861 року в смугу кризи. З початку 70-х років стала нестримно наростати збитковість заводів, і до кінця століття майже всі вони були закриті.
Приватна обробна промисловість була представлена борошномельними й крупчастими млинами, винокурними заводами, пімокатними й овчинно-шубними майстернями.
Наприкінці XIX століття територія нинішнього Алтаю входила до складу Томської губернії.

## XX століття
Поступово основою економіки Алтаю стає сільське господарство. Поряд з обробленням зернових культур (пшениці, вівса, жита) розширювалися посадки картоплі, значний розвиток одержав бджільництво. На початку ХХ століття на перший план виходять молочне тваринництво й маслоробство. Алтайське масло експортувалося в країни Західної Європи.
Наприкінці XIX століття по північній частині округу пройшла ділянка Сибірської залізниці, до 1915 року була побудована Алтайська залізниця, що з'єднала Новоніколаєвськ, Барнаул і Семипалатинськ. Удосконалював і водний транспорт.
Столипінська земельна реформа дала поштовх переселенському руху на Алтай, що в цілому сприяло економічному підйому краю.
Події 1917—1919 років привели до встановлення на Алтаї радянської влади. У липні 1917 року була утворена Алтайська губернія із центром у м. Барнаулі, яка проіснувала до 1925 року.
З 1925 р. по 1930 р. територія Алтаю входила в Сибірський край (крайовий центр — місто Новосибірськ), а з 1930 р. і до 1937 р. входила в Західно-Сибірський край (крайовий центр — місто Новосибірськ). В 1937 р. був утворений Алтайський край (центр — місто Барнаул).
Протягом 20-х років Алтай залишався аграрним регіоном і тому основні політичні й соціально-економічні процеси були пов'язані з розвитком села. До початку 30-х років була в основному завершена колективізація селянських господарств. НЕП до того часу вже не існував.
На економічному розвитку Алтайської губернії наприкінці 20-х років позначається закінчення будівництва Туркестано-Сибірської залізниці. Для переробки середньоазіатської бавовни споруджується Барнаульський меланжевий комбінат. У Барнаулі, Бійську, Камень-на-Обі були побудовані елеватори, у Бійську й Алейські — цукрові заводи, у Бійську, Рубцовськy й Поспеліхе — м'ясокомбінати. Швидкими темпами росли металообробка й виробництво будівельних матеріалів, поліпшувалася транспортна мережа. До кінця 30-х років Алтай перетворився в один з великих аграрно-індустріальних регіонів Сибіру.
Друга Світова війна зажадала перебудови роботи всього господарства. Алтай прийняв більше 100 евакуйованих підприємств із західних районів країни, у тому числі 24 заводу загальносоюзного значення. Війна ґрунтовно змінила господарський вигляд Алтаю, давши потужний імпульс розвитку його промисловості. У той же час край залишався однієї з основних житниць країни, будучи великим виробником хліба, м'яса, масла, меду, вовни й інших сільськогосподарських продуктів.
Перше післявоєнне десятиліття було періодом масового освоєння нової техніки й технології. Темпи росту промисловості краю перевищували загальносоюзні. До початку 60-х років на Алтаі вироблялося більше 80 % тракторних плугів, понад 30 % вантажних вагонів і парових казанів, що випускалися тоді в РРФСР.
Пріоритетний розвиток промисловості, характерне для післявоєнних десятиліть, позначилося на стані сільського господарства, яке продовжувало розвиватися екстенсивними методами. Ключовий для Алтаю залишалася зернова проблема. Тимчасовий вихід з положення дало освоєння цілинних і перелогових земель, яке надалі обернулося втратами посівних площ у результаті ерозії ґрунтів.
В 70 — 80-е роки відбувся перехід від підприємств, що окремо діяли, і галузей до формування територіально-виробничих комплексів: аграрно-промислових вузлів, виробничих і виробничо-наукових об'єднань. А після розпаду СРСР крайова економіка вступила в затяжну кризу, пов'язаний із втратою державного замовлення в промисловості й нерентабельності сільськогосподарського виробництва.